# Cantone di Tramayes
Il Cantone di Tramayes era una divisione amministrativa dell'arrondissement di Mâcon.
È stato soppresso a seguito della riforma complessiva dei cantoni del 2014, che è entrata in vigore con le elezioni dipartimentali del 2015.
Comprendeva i comuni di:
- Bourgvilain
- Clermain
- Germolles-sur-Grosne
- Pierreclos
- Saint-Léger-sous-la-Bussière
- Saint-Pierre-le-Vieux
- Saint-Point
- Serrières
- Tramayes